# Partido judicial de Arenas de San Pedro
El partido judicial de Arenas de San Pedro es uno de los cuatro partidos judiciales de la provincia de Ávila; en concreto se trata del partido número 2 de la provincia. La cabecera del partido judicial es la ciudad de Arenas de San Pedro. Los municipios de este partido están englobados territorialmente en la comarca de Arenas de San Pedro. El partido abarca una superficie de 1159,2 km² y da servicio a 32 338 habitantes en 24 municipios en el año 2021.

## Municipios
| - La Adrada - El Arenal - Arenas de San Pedro - Candeleda - Casavieja - Casillas | - Cuevas del Valle - Fresnedilla - Gavilanes - Guisando - Higuera de las Dueñas - El Hornillo | - Lanzahíta - Mijares - Mombeltrán - Navahondilla - Pedro Bernardo - Piedralaves | - Poyales del Hoyo - San Esteban del Valle - Santa Cruz del Valle - Santa María del Tiétar - Sotillo de la Adrada - Villarejo del Valle |